# Спајдермен (филм)
Спајдермен (енгл. Spider-Man) је амерички суперхеројски филм из 2002. године заснован на Марвеловом стрип јунаку Спајдермену. Филм је режирао Сем Рејми, док главне улоге играју: Тоби Магвајер, Кирстен Данст, Вилем Дафо и Џејмс Франко. Радња прати генијалног тинејџера Питера Паркера, који развија надљудске особине налик пауку, након што га је угризао генетски измењени паук. Након што је његовог стрица убио наоружани криминалац, због чега се он осетио одговорним, Питер је одлучио да своје нове способности користи за племените сврхе, као херој Спајдермен, да би се искупио за стричево убиство. Остатак филма се фокусира на Питерове покушаје да балансира својим личним животом, након што је завршио средњу школу и постао хонорарни фотограф, док такође има проблеме са својим студијама, пријатељством са својим најбољим пријатељом Харијем Озборном, осећањима према својој симпатији из средње школе Мери Џејн Вотсон и својим двоструким животом као Спајдермен.
Након што напредак филма застао на скоро 25 година, компанија Коламбија пикчерс лиценцирала је филм за светску објаву 1999. године, након што су добили опције МГМ-а, од свих претходних сценарија које су развиле компаније Канон филмови, Каролко и Њу Канон. Након разгледања опција на коришћењу само два елемента мулти-сценарија, (другачије сценарије написали су Џејмс Камерон, Тед Њусом, Џон Бранкато, Барни Коен и Џозеф Голдман), Сони је запослио Дејвида Kепа да напише сценарио по којем ће се радити. Режисери Роланд Емерих, Анг Ли, Крис Коламбус, Јан де Бонт, М. Најт Шамалан, Тони Скот и Дејвид Финчер били су разматрани за режију филма пре него што је Рејми запослен као режисер 2000. године. Kепов сценарио је дорадио Скот Росенберг током пре-продукције, а касније је његов дорађен сценарио уредио Алвин Саргент током продукције. Снимало се у Лос Анђелесу и Њујорку од 8. јануара до 30. јуна 2001. године.
Филм је премијерно приказан у Лос Анђелесу 29. априла 2002. године, а у америчке биоскопе је пуштен 3. маја исте године. Филм је добио позитивне критике од публике и критичара, који су хвалили Рејмијеву режију и тон филма, верност стриповима о Спајдермену, акционе сцене, визуелне ефекте, музику и глуму, нарочито Магвајера и Дафоа. Филм је постао финансијски успех; постао је први филм који је зарадио преко 100 милиона долара током првог викенда приказивања и постао је најуспешнији суперхеројски филм. Са зарадом од преко 821 милиона долара, постао је трећи најуспешнији филм из 2002. године и шести најуспешнији филм у то време. Спајдермен је редефинисао модерни суперхеројски жанр, као и летње блокбастере. Филм прате два наставка: Спајдермен 2 (2004) и Спајдермен 3 (2007).

## Радња
Средњошколац Питер Паркер, живи са својим стрицем Беном и стрином Меј. Једног дана, на школском изкету, посећује генетску лабораторију са својим пријатељем Харијем Озборном и девојком која му се свиђа Мери Џејн Вотсон. Питер је тада угризао генетски конструисан „супер паук”, један од лабораторијских експеримената. Након доласка кући, њему се врти у глави и пада у несвест. У међувремену, Харијев отац, научник Норман Озборн, милијардер и власник компаније Оскорп, покушава да потпише важан уговор са војском. Он експериментише на себи са нестабилним серумом који побољшава снагу и рефлексе. Након коришћења серума, он полуди и убија свог асистента, доктора Строма.
Када се освести, Питер открива да му се вид побољшао и да је његово тело постало мишићаво. У школи открива да његове руке могу да испаљују мреже и његови брзи рефлекси му дозвољавају да избегне повреде током туче са Флешом Томпсоном. Питер открива да је развио надљудску брзину, снагу, могућност да хода по зидовима и могућност да осети опасност.
Игноришући Бенов савет да „Уз велику моћ долази велика одговорност”, Питер планира да купи аутомобил, да импресионира Мери Џејн. Он учествује на рвачком турниру у подземљу и побеђује у мечу, али га организатор превари и одбија да му исплати наградни новац. Када лопов уђе у организаторову канцеларију, Питер му допушта да побегне са новцем. Неколико минута касније, он сазнаје да је Бену украден ауто и да је убијен. Питер тражи и хвата кривца, за кога сазнаје да је лопов кога је пустио да побегне. Током њиховог сукоба, лопов се саплиће, пропада кроз прозор и умире. У међувремену, полудели Норман прекида војни експеримент Оскорповог ривала, користећи оружану Оскорпову једрилицу да убије неколико научника и војног генерала Слокума.
Након матурирања, Питер почиње да користи своје моћи за добро, да би се искупио за стричеву смрт, носећи костим Спајдермена. Џ. Џона Џејмисон, директор новинске агенције, прима Питера као фотографа волонтира, због тога што је он једини који доноси Спајдерменове слике високог квалитета.
Сазнајући да чланови председништва Оскорпа планира да га отпусти и прода компанију, Норман узима једрилицу и специјално борбено одело да би их убио на Сајму светског јединства. Џејмисон назива мистериозног убицу „Зелени Гоблин” због боје одела и маске коју Норман носи. Током сусрета са Спајдерменом, Норман му предлаже да му се придружи у хаотичним и деструктивним плановима, тврдећи да ће се јавност на крају окренути против хероја, али Питер одбија. Они се касније боре и Питер се повређује. На вечеру за Дан захвалности, Меј позива Мери Џејн, Харија и Нормана. Тамо, Норман види рану на Питеровој руци и сазнаје његов тајни идентитет. Кратко након одласка, Норман напада Меј, која завршава у болници.
Мери Џејн открива да је залуђена за Спајдерменом, који ју је спасао двапут и пита Питера да ли је Спајдермен икада помиње. Хари, који излази са Мери Џејн, долази и претпоставља да она гаји осећања према Питеру, након што их је видео како се држе за руке. Хари касније говори свом оцу да Питер воли Мери Џејн, ненамерно откривајући Спајдерменову највећу слабост. 
Норман хвата и држи Мери Џејн и трамвај пун деце поред Квинсборо моста. Он тера Питера да бира кога ће спасти, након чега пушта и Мери Џејн и децу. Питер успева да спасе све све њих, док Нормана гађају грађани. Норман онда граби Питера и баца га у напуштену зграду. Када Норман открије како ће убити Мери Џејн, побеснели Питер успева да порази Нормана. 
Норман се открива Питеру, што га шокира. Он моли за опроштај, али такође контролише једрилицу да убије Питера. Осећајући опасност, Питер прескаче једрилицу која убија Нормана. Док Норман умире, моли Питера да не каже Харију његов тајни идентитет. Питер односи Норманово тело његовој кући. Хари долази и налази Спајдермена како стоји поред очевог тела. Он узима пиштољ да убије Спајдермена, али он бежи и сакрива Норманову опрему. 
На Нормановој сахрани, Хари се заклиње да ће убити Спајдермена, кога криви за очеву смрт. Он говори Питеру да му је он једина преостала породица. Мери Џејн признаје Питеру да је заљубљена у њега. Међутим Питер осећа да мора да је заштити од својих непријатеља. Он крије своја осећања и говори јој да могу бити само пријатељи. Док Питер одлази, сећа се Бенових речи и прихвата његову нову одговорност као суперхерој - Спајдермен.

## Улоге
| Глумац         | Улога                         |
| -------------- | ----------------------------- |
| Тоби Магвајер  | Питер Паркер / Спајдермен     |
| Вилем Дафо     | Норман Озборн / Зелени Гоблин |
| Кирстен Данст  | Мери Џејн Вотсон              |
| Џејмс Франко   | Хари Озборн                   |
| Клиф Робертсон | Бен Паркер                    |
| Роузмери Харис | Меј Паркер                    |
| Џ. К. Симонс   | Џ. Џона Џејмисон              |
| Рон Перкинс    | др Мендел Стром               |
| Џо Манганијело | Флеш Томпсон                  |
| Бил Нан        | Џозеф „Роби” Робертсон        |
| Тед Рејми      | Тед Хофман                    |
| Елизабет Бенкс | Бети Брант                    |

## Продукција

### Развој
У априлу 1999. године, иако се Sony Pictures примарно занимао за Metro-Goldwyn-Mayer, требало је да сценарији за филм Спајдермен, користе такозвани „Камеронов материјал”, што је био сценарио састављен од више аутора, скрипти и књига снимања од четрдесет пет страна, чије су заслуге припале само Џејмсу Камерону. Студио је објавио како неће запослити самог Камерона да режира филм, нити ће користити његов сценарио. Студио је објавио како би потенцијални режисери филма могли бити Роланд Емерих, Тони Скот, Крис Коламбус, Анг Ли, Дејвид Финчер, Јан де Бонт и М. Најт Шјамалан. Финчер није хтео да се филм базира на причи о Спајдерменовом пореклу, јер је мислио како је прича превише базирана на стрипу Ноћ када је Гвен Стејси умрла, али студио се није сложио. Сем Рејми је запослен као режисер филма у јануару 2000. године, а требало је да филм изађе 2001. године. У младости, Сем Рејми је био велики обожавалац истоименог стрипа, тако да му је страст према Спајдермену осигурала посао.
Камеронов рад постао је оквир за Дејвид Kепову прву скицу сценарија, углавном од речи до речи. Камеронове верзије Марвелових зликоваца, Електро и Сендмен остали су антагонисти филма. Kепова прерада заменила их је за Зеленог Гоблина као главног антагонисту и додао Доктора Октопуса као секундарног антагонисту. Рејми је осетио како би Зелени Гоблин и сурогатна веза оца и сина између Нормана Озборна и Питера Паркера била занимљивија и према томе је избацио Доктора Октопуса из филма. У јуну, Columbia Pictures је запослила Скота Росенберга да доради Kепов материјал. Једина ствар која је била стална у свим верзијама сценарија је „органски испаљивач мреже” тј. Спајдерменова могућност да испаљује мрежу из тела, а не помоћу направа. Рејми није веровао у направу која испаљује паукову мрежу.
Росенберг је уклонио Доктора Октопуса и додао још неколико акционих секвенца у сценарио. Рејми је осетио како би додавање треће приче о пореклу, закомпликовало филм. Секвенце које су уклоњене из коначног филма су Спајдермен како штити Фаргаса, извршног директора Оскорпа у инвалидским колицима, од Гоблина и Спајдермен како спашава воз пун талаца. Како се продукција приближавала, продуценткиња Лора Зискин запослила је свог мужа, награђиваног писца Алвина Саргента, да уреди дијалоге, примарно између Петера и Мери Џејн. Columbia Pictures дала је попис четири писца који су радили на скрипти коначног Спајдермена: Росенберг, Саргент и Џејмс Камерон, од којих су се сва тројица добровољно одрекли заслуга, које су приписали Kепу.

### Снимање
Са коначном глумачком поставом филма Спајдермен, снимање је договорено у новембру 2000. године у Њујорку и на Сонијевим сетовима. Филм је заказан за објаву следеће године, али је временом излазак филма померен за 3. мај 2002. године. Снимање је званично започело 8. јануара 2001. године у Калвер Ситију, Калифорнија. Након терористичких напада 11. септембра 2001. године, одређене сцене су поновно снимљене и зграде Светског трговинског центра су дигитално уклоњене из делова филма, фотографија и промотивних плаката. Сонијев Сет 29 коришћен је Питерову кућу, а Сет 27 коришћен је за борилачку сцену у којој Петер побеђује рвача Тестеру костију. Сет 27 је такође коришћен за сцену на Тајмс скверу у којој се Спајдермен и Зелени Гоблин боре по први пут, где је балкон саграђен. Сцена је такође захтевала снимање у Даунију, Калифорнија. Дана 6. марта 45-годишњи грађевински радник Тим Холкомбје убијен када се виљушкар, модификован као конструкцијска дизалица срушио на њега. Суд је новчано казнио Сони за 58.805 долара.
У Лос Анđелесу, локације на којима се снимало укључују Историјски музеј Лос Анђелеса (сцена лабораторије Универзитета Колумбија, где Питера угризе паук, због кога добије надљудске моћи), Пасифик Електрисити Билдинг (канцеларије Дејли Бигла) и Грејстон вила (за ентеријер куће Нормана Озборна). У априлу, четири Спајдермен костима су била украдена, па је Сони нудио награду од 25.000 долара за њихов повратак. Костими су пронађени 18 месеци након нестанка, а бивши сигурносни чувар студија и његов саучесник су ухапшени. Продукција је премештена у Њујорк на две недеље, на места као што мост Квинсборо, двориште Универзитета Колумбија, Њујоршка јавна библиотека, као и врт на крову Рокфелер центра. Екипа се вратила у Лос Анђелес када су се снимање и продукција завршили у јуну. Зграда Флетирон је коришћена као зграда Дејли Бигла.

### Дизајн
Пре него што се расправило о изгледу костима у филму, првобитна маска за Зеленог Гоблина била је аниматроничка маска, коју је створила компанија Amalgamated Dynamics. Дизајни су били много више слични као онима у стрипу него што су коначни дизајни били и допуштали да особа у костиму изрази своје емоције видљивије. На крају, маска је избачена пре него што је глумац за Зеленог Гоблина уопште одабран, па је статична маска заменила аниматроничку маску.
Иако су на крају остали одани стриповима, много дизајна је направљено за Спајдерменов костим: један концепт костимографа Џејмса Ечсона освртао се на идеју да црвени амблем прекрива црни костим. Други, који је евентуално довео до коначног костима, имао је увећани логотип Спајдермена на грудима и црвене пруге око ногу костима. Да се Спајдерменов костим направи, Магвајер је морао пре њега да обуче још један костим, требало је да буде прекривен супстанцама како би се постигао облик Спајдерменовог тела. Костим је дизајниран од главе до врата као један део, са маском као другим делом. Носач маске носио је још једну испод главне, ону која је обликовала главу боље и у исто време била удобна за њеног носача. За сцене у којима би скинуо маску, постојао је још један костим који је био дизајниран само за такве сцене. Тканина, која је наглашавала костим, дигитално је избрисана из филма. Очи на маски дизајниране су да изгледају као огледало.

### Визуелни ефекти
Надзорник визуелних ефеката Џон Дејкстра је запослен да продуцира визуелне ефекте филма у мају 2000. године. Уверио је Рејмија да велика већина каскада буде компјутерски направљено, пошто би били немогући за извођење. Рејми је више користио традиционалне специјалне ефекте у својим претходним филмовима и тврдио је како је научио много о коришћењу рачунара током снимања. Рејми је много радио како би испланирао сцене у којима се Спајдермен њише за зграде, које је описао као „балет на небу”. Сложеност таквих сцена, значило је да ће се буџет за сцене кретати између 70 милиона до отприлике 100 милиона долара. Снимци су направљени на тежи начин, због другачијих боја костима ликова, па су тако Спајдермен и Зелени Гоблин морали да буду снимљени одвојено за специјалне ефекте: Спајдермен је сниман иза зеленог екрана, док је Зелени Гоблин сниман иза плавог екрана. Да су два лика снимани заједно, то би резултирало брисању једног лика из целог снимка.
Дејкстра је изјавио како је најтежи дио стварања Спајдермена био карактеризација лика, пошто је много исте било изгубљено јер је сам лик маскиран. Без контекста очију и уста, говор тела је износио велику већину емоције код маскираног Спајдермена. Рејми је хтео да пренесе суштину Спајдермена као, „транзицију која се појављује између њега као младића који пролази кроз пубертет и њега као суперхероја”. Дејкстра је изјавио како његова екипа аниматора никад није достигла такав ниво префињености, да направе да Спајдермена изгледа као људско биће. Када је компјутерски генерисани лик показан двојици директора студија, веровали су како то заправо Магвајер изводи вратоломије. У додатку, Дејкстрина екипа је морала да изради места Њујорка и замени сваки ауто са дигиталним моделом. Рејми није хтео да цео филм изгледа као анимација, па ниједна сцена у филму није 100% компјутерски анимирана.

## Премијера

### Маркетинг
Након терористичких напада 11. септембра 2001. године у Сједињеним Америчким Државама, Сони је морао да повуче промотивне плакате који су приказивали Спајдерменово лице са одразом њујоршких зграда (које укључују срушени Светски трговински центар) које му се рефлектује од очију. Првобитни промотивни трејлер филма, објављен 2001. године који је приказиван пре приказивања филмова Атлантида: Изгубљено царство, Америчка пита 2, Последња фантазија, Планета мајмуна и Парк из доба јуре 3, садржавао је кратку сцену из филма, у којој група пљачкаша бежи у хеликоптеру, кога зауставља, оно што првобитно изгледа као конопац, али је то у ствари велика паукова мрежа тј. мрежа која је исплетена између Светског трговинског центра. Трејлер и промотивни постери повучени су након напада, али могу се пронаћи на интернету као на пример на Јутјубу.

### Излазак у биоскопима
Пре објаве филма у Енглеској у јуну 2002. године, Британски одбор за класификацију филмова дао је филму сертификат за 12 година. Због Спајдерменове популарности код млађе деце, ово је изазвало много полемике. Британски одбор за класификацију филмова бранио је своју одлуку, говорећи како је филм могао добити и сертификат за „15” година. Упркос овоме, неке државе су дали филму сертификат „PG” тј. за децу преко 8 година са надзором родитеља, а неке и сертификат „PG-12”. Сједињене Америчке Државе дале су филму сертификат „PG-13” због „насиља и акције”. Крајем августа, Британски одбор за класификацију филмова променио је сертификат због чега је требало да Сони поновно објави филм у Енглеској.

### Кућни медији
Спајдермен је објављен на ДВД-у и ВХС-у 1. новембра 2002. године. Блу-реј издање објављено је 5. јула 2011. године. Спајдермен је такође укључен у Спајдермен легаси колекшн, који садржи пет Спајдермен филмова у 4K УХД Блу-реј издању, који је објављен 17. октобра 2017. године.
Филмска права на приказивање у Америци (Фокс, ТБС/ТНТ) су продата за 60 милиона долара. Укупна продаја играчака базираним на филму износила је 109 милиона долара. Зарада америчких ДВД издања до јула 2004. године износила је 338,8 милиона долара. Зарада америчких ВХС издања до јула 2004. године износила је 89,2 милиона долара. Од 2006. године, филм је, укључујући зараду од објаве и продаје кућних издања, играчака, игрица итд. зарадио 1,5 милијарди долара.

## Пријем

### Зарада
Спајдермен је постао први филм у историји који је зарадио преко 100 милиона долара у једном викенду, чак и код прилагођавања за инфлацију, са зарадом од укупно 114.844.116 долара у првом викенду приказивања. Зарада је надмашила претходног рекордера, филм Хари Потер и Камен мудрости који је у првом викенду зарадио 90 милиона долара; због овога, Рик Лајман из Њујорк тајмса је написао да: „иако су директори индустрије очекивали велику зараду у првом викенду, због релативно ниске конкуренције и због заинтересованости људи из свих старосних група, нико није могао предвидети да ће Спајдермен надмашити легендарни Хари Потер рекорд.”
Филм је такође поставио рекорд, зарадивши преко 100 милиона долара у три дана, што је у то време био рекордан износ у једном викенду. У првом викенду, филм је зарадио 31.769 долара по једном биоскопу, због чега је Бокс офис моџо изјавио: „највећа зарада по биоскопу за филм који је објављен у целом свету.” Филмски рекорд од три дана, надмашио је филм Пирати са Кариба: Тајна шкриње четири године касније. Зарада од 114,8 милиона долара током првог викенда била је највиша зарада у Северној Америци, за филм који није наставак, све док рекорд није надмашио филм објављен осам година касније, Алиса у земљи чуда.
Са објавом филма у Сједињеним Америчким Државама и Канади 3. маја 2002. године на 7.500 екрана у 3.615 биоскопа, филм је зарадио 39.406.872 долара током првог дана објаве, са просеком од 10.901 долара по биоскопу. Била је то највећа зарада за филм у првом дану објаве, све док га није надмашио сопствени наставак Спајдермен 2 са зарадом од 40,4 милиона у 2004. години. Спајдермен је такође држао рекорд за највећу зараду за други дан објаве, са 43.622.264 долара, рекорд је касније надмашио анимирани филм Шрек 2 из 2004. године. У недељу првог викенда приказивања, зарадио је додатних 31.814.980 долара, што и дан данас држи рекорд за највећу зараду филма у недељу.
Филм је остао на највишој позицији и током другог викенда приказивања, док је зарада пала само 38% и која је на крају другог викенда била 71.417.527 долара, са просеком од 19.755 долара по биоскопу. У то време, то је била највећа зарада у другом викенду приказивања филма. Током другог викенда приказивања, филм је прошао границу од 200 милиона долара на девети дан приказивања, што је такође био рекорд у то време. На крају другог викенда, филм је у десет дана зарадио укупно 223.040.031 долара.
Филм је пао на друго место током трећег викенда приказивања, иза филма Ратови звезда — епизода II: Напад клонова, али свеједно зарадио 45.036.912 долара, са падом зараде од само 37%, са просеком од 12.458 долара по биоскопу, са укупном зарадом у седамнаест дана од 285.573.668 долара. Такође је поставио рекорд зараде у трећем викенду приказивања, који је надмашио филм Аватар из 2009. године. Остао је на другом месту у четвртом викенду приказивања, у којем је зарадио 35.814.844 долара, а зарада је пала за 21% док се приказивао у 3.876 биоскопа, са просеком од 9.240 долара по биоскопу. Кроз двадесет пет дана приказивања, филм је укупно зарадио 333.641.492 долара. Са укупном зарадом, Спајдермен је постао филм са највећом зарадом из 2002. године, са износом од 403.706.375 долара у Сједињеним Америчким Државама и Канади, надмашивши тако филмове Господар прстенова: Две куле и Ратови звезда — епизода II: Напад клонова.
Филм је такође зарадио 418.002.176 долара у остатку света, што заједно са зарадом из Сједињених Америчких Држава и Канаде даје укупну зараду од 821.708.551 долара, што га чини трећим филмом из 2002. године са највећом зарадом, иза филмова Господар прстенова: Две куле и Хари Потер и Дворана тајни. Филм је продао око 69.484.700 карата у Сједињеним Америчким Државама. Држао је рекорд за највећу продају карата за филм базиран на јунаку из стрипа, све док га није надмашио Мрачни Витез 2008. године. Касније је и тај филм претекнут од стране осталих филмова базираним на Марвеловим суперхеројима. Спајдермен је био филм са највећом зарадом базиран на причи о пореклу суперјунака, рекорд који је након петнаест година надмашио филм Чудесна Жена из 2017. године. 
Зараде по државама од преко 10 милиона долара, укључују: Аустралија (16,9 милиона $), Бразил (17,4 милиона $), Француска, Алжир, Монако, Мароко и Тунис (32,9 милиона $), Немачка (30,7 милиона $), Италија (20,8 милиона $), Јапан (56,2 милиона $), Мексико (31,2 милиона $), Јужна Кореја (16,98 милиона $), Шпанија (23,7 милиона $), и Уједињено Краљевство, Ирска и Малта (45,8 милиона $).
Спајдермен је постао филм са највећом зарадом, базиран на суперјунаку из стрипа и у земљи порекла и у свету. Зараду у земљи порекла надмашио је Мрачни витез 2008. године, а светску зараду надмашио је Спајдермен 3 2007. године.
Филм је такође држао рекорд као најуспешнији Сонијев филм у земљи порекла, док га 2018. године није престигао филм Џуманџи: Добро дошли у џунглу (404,5 милиона долара).

### Критике
На популарној веб страници Rotten Tomatoes, филм на основи 241 критике има укупан проценат тј. оцену од 90% уз просечну оцену 7,7/10. Тако једна критика каже да: „Спајдермен, не само да садржи велику дозу њихања са мрежом, такође има и срце, захваљујући спојеним шармовима режисера Сема Рејмија и глумца Тобија Магвајера.” На другој веб страници Метакритик, филм на основи 37 критика има просечну оцену 73 од 100, што указује на „генерално позитивне критике.” Публика веб странице CinemaScore дала је филму просечну оцену „А–” на „А+ до F” лествици.
Глумачка постава, поготово Тоби Магвајер, Вилем Дафо и Џеј Кеј Симонс, је често хваљена као једна од највиших тачака филма. Ерик Херисон, критичар Хјустон хроника, био је у почетку скептичан у вези Магвајера као Питера, али након што је погледао филм, изјавио је да: „постаје тешко замислити било кога другог у улози Питера Паркера тј. Спајдермена.” Критичар новина USA Today, Мајк Кларк веровао је како се Магвајер као Спајдермен могао упоредити са Кристофером Ривом у улози Супермена у истоименом филму из 1978. године. Овен Глејберман, критичар часописа Entertainment Weekly, имао је мешана осећања у вези глумачке поставе, нарочите Тобија Магвајера. Написао је да: „Магвајер, иако побеђује ко год да је, никад не добија праву прилику да прикаже две стране Спајдермена—дечака и мушкарца, да буде романтичар и осветник у исто време.” Критичар Холивуд репортера, Kирк Ханикат, мислио је како је: „машта режисера одрадила претерано добар посао, од мрежастог увода до наопаког пољупца Спајдермена и Мери Џејн и њеног спашавања, па до тешког емоционалног ударца када мора да је одбије на крају филма.”
Супротно свим овим критикама, критичарка новина LA Weekly, Манола Даргис, написала је да: „ово није тај Спајдермен који је погодан за дугометражни филм; ствар је у томе да није нарочито занимљив, па ни анимиран.” Роџер Иберт дао је филму 2,5/4 звездица јер осетио како филму недостаје акционих сцена: „Узмимо у обзир сцену у којој Спајдермен мора да одлучи хоће ли да спасе Мери Џејн или гондолу пуну недужне деце. Покушава да спаси обоје, тако да се обеси о мрежу која изгледа да ће пући сваког трена. Прикази овде могу давати дојам да одлуке теже саме за себе, али уместо тога, ова сцена се чини као сцена која је додата само да буде ту.” Стилски, било је много негативних критика у вези костима Зеленог Гоблина, што је довело да Ричард Џорџ годинама касније напише: „Не кажем да је костим из стрипа нешто изразито добар ни посебан, али костим (нарочито глава) из Спајдермена је скоро смешно лоша. Не само да није страшна, такође она маскира и емоције.”
Часопис Entertainment Weekly ставио је „пољубац из Спајдермена” на њихову њихову лествицу, уз коментар: „Постоји линија између романтике и смеха. Наопаки и мокри пољубац Спајдермена и Мери Џејн из 2002. године представља ту линију. Разлог зашто је то упалило? Чак и ако посумња да је он Питер Паркер, не труди се да то сазна. И то је секси.” Магазин Емпајер је ставио Спајдермена на 437. место на њиховој листи 500 најбољих филмова икада.

### Награде
Филм је освојио неколико награда, од Тин Чоис награда до награда Сатурн, а такође је номинован за Оскара (за најбоље визуелне ефекте и најбољи микс звука (Кевин О’Конел, Грег П. Расел и Ед Новик), али изгубио је од филмова Господар прстенова: Две куле и Чикаго. Док је само Дени Елфман освојио награду Сатурн, Рејми, Магвајер, и Данстова су били номиновани за своје поштоване улоге. Филм је добио награду Пиплс Чоис за „Омиљени филм.” Филм је такође номинован за омиљени филм на Никелодионовим наградама Kидс Чоис, али је изгубио од филма Остин Пауерс 3.
| Награда                            | Дан церемоније    | Категорија                                                          | Примаоци и кандидати                                                     | Резултат   |
| ---------------------------------- | ----------------- | ------------------------------------------------------------------- | ------------------------------------------------------------------------ | ---------- |
| Оскар                              | 23. март 2003.    | Најбољи микс звука                                                  | Кевин О’Конел, Грег П. Расел и Ед Новик                                  | Номинација |
| Оскар                              | 23. март 2003.    | Најбољи визуелни ефекти                                             | Џон Дајкстра, Скот Стокдајк, Ентони Ламолинара и Џон Фрезијер            | Номинација |
| BMI Film and TV Awards             | 14. мај 2003.     | Награда BMI за филмску музику                                       | Дени Елфман                                                              | Освојено   |
| БАФТА                              | 23. фебруар 2003. | Најбољи специјални визуелни ефекти                                  | Џон Дајкстра, Скот Стокдајк, Ентони Ламолинара и Џон Фрезијер            | Номинација |
| Broadcast Film Critics Association | 17. јануар 2003.  | Најбоља песма                                                       | Чад Кругер („Херој”)                                                     | Номинација |
| Награда Емпајер                    | 5. фебруар 2003.  | Најбоља глумица                                                     | Кирстен Данст                                                            | Освојено   |
| Golden Trailer Awards              | 14. март 2002     | Најбоља акција                                                      | Спајдермен                                                               | Номинација |
| Golden Trailer Awards              | 14. март 2002     | Најбоља музика                                                      | Спајдермен                                                               | Номинација |
| Golden Trailer Awards              | 14. март 2002     | Најбољи приказ                                                      | Спајдермен                                                               | Номинација |
| Golden Trailer Awards              | 14. март 2002     | Најбоља синхронизација                                              | Спајдермен                                                               | Освојено   |
| Награда Греми                      | 23. фебруар 2003. | Најбоља музика у играном филму, телевизији или осталим медијима     | Дени Елфман                                                              | Номинација |
| Награда Греми                      | 23. фебруар 2003. | Најбоља песма написана за играни филм, телевизију или остале медије | Чед Кругер („Херој”)                                                     | Номинација |
| Награда Хјуго                      | 30. август 2003.  | Најбоља драмска презентација – Дугометражна форма                   | Spider-Man                                                               | Номинација |
| МТВ филмска награда                | 31. мај 2003.     | Најбоља женска улога                                                | Кирстен Данст                                                            | Освојено   |
| МТВ филмска награда                | 31. мај 2003.     | Најбољи пољубац                                                     | Кирстен Данст и Тоби Магвајер                                            | Освојено   |
| МТВ филмска награда                | 31. мај 2003.     | Најбоља мушка улога                                                 | Тоби Магвајер                                                            | Номинација |
| МТВ филмска награда                | 31. мај 2003.     | Најбољи филм                                                        | Спајдермен                                                               | Номинација |
| МТВ филмска награда                | 31. мај 2003.     | Најбољи зликовац                                                    | Вилем Дафо                                                               | Номинација |
| People's Choice Awards             | 12. јануар 2003.  | Омиљени играни филм                                                 | Спајдермен                                                               | Номинација |
| Награда Сателит                    | 12. јануар 2003.  | Најбоља монтажа филма                                               | Ерик Зумбрунен                                                           | Номинација |
| Награда Сателит                    | 12. јануар 2003.  | Најбољи визуелни ефекти                                             | Џон Дајкстра                                                             | Номинација |
| Награда Сатурн                     | 18. мај 2003.     | Најбољи фантастични филм                                            | Спајдермен                                                               | Номинација |
| Награда Сатурн                     | 18. мај 2003.     | Најбољи глумац                                                      | Тоби Магвајер                                                            | Номинација |
| Награда Сатурн                     | 18. мај 2003.     | Најбоља глумица                                                     | Кирстен Данст                                                            | Номинација |
| Награда Сатурн                     | 18. мај 2003.     | Најбољи режисер                                                     | Сем Рејми                                                                | Номинација |
| Награда Сатурн                     | 18. мај 2003.     | Најбоља музика                                                      | Дени Елфман                                                              | Освојено   |
| Награда Сатурн                     | 18. мај 2003.     | Најбољи специјални ефекти                                           | Џон Дајкстра, Скот Стокдајк, Ентони Ламолинара и Џон Фрезијер            | Номинација |
| World Soundtrack Awards            | 19. октобар 2002. | Најбољи оригинални саундтрек године – Оркестар                      | Дени Елфман                                                              | Номинација |
| World Stunt Awards                 | 1. јун 2003.      | Најбоља туча                                                        | Крис Данијелс, Зак Хадсон, Ким Кахана јр, Џони Нгујен и Марк Арон Вагнер | Номинација |
| Young Artist Awards                | 29. март 2003.    | Најбољи породични филм - Фантастика                                 | Спајдермен                                                               | Номинација |

## Наставци
У јануару 2003. године, Сони је објавио да је наставак Спајдермена у развоју и да ће га продуцирати и режирати Сем Рејми. Дана 15. марта 2003. године, трејлер филма открио је да ће Спајдермен 2 бити објављен 30. јуна 2004. године. Спајдермен 3, други наставак Спајдермена и коначан филм у серијалу режисера Сема Рејмија, објављен је 4. маја 2007. године. Спајдермен: Нова анимирана серија је била алтернативни наставак првог филма, која није била повезана са филмовима Спајдермен 2 и Спајдермен 3.

## Видео игра
Видео игра базирана на овом филму је изашла 2002. године. Развила ју је компанија Treyarch (само за кућне конзоле), а објавила ју је компанија Activision за платформе Game Boy Advance, Nintendo GameCube, Microsoft Windows, PlayStation 2 и Xbox. Игра је садржала многе сцене и зликовце, који се нису појавили у филму. Пратила ју је игра Спајдермен 2 две године касније, како би промовисала излазак другог филма. 2007. године, како би промовисала излазак трећег филма, издата је игра Спајдермен 3. Тоби Магвајер и Вилем Дафо су једини глумци из филма који су позајмили гласове у игри.
Игра је добила позитивне критике. До јула 2006. године, PlayStation 2 верзија ове игре је продата у преко 2 милиона примерака и зарадила74 милиона долара у Сједињеним Државама. Часопис Следећа генерација ју је рангирао као 15. најпродаванију игру, доступну за PlayStation 2, Xbox и Nintendo GameCube, између јануара 2000. и јула 2006. године у тој земљи. Укупна зарада Спајдермен видео игара током 2000-их, достигла је 6 милиона примерака у Сједињеним Државама до јула 2006. године.